# Okrąg Carlyle’a

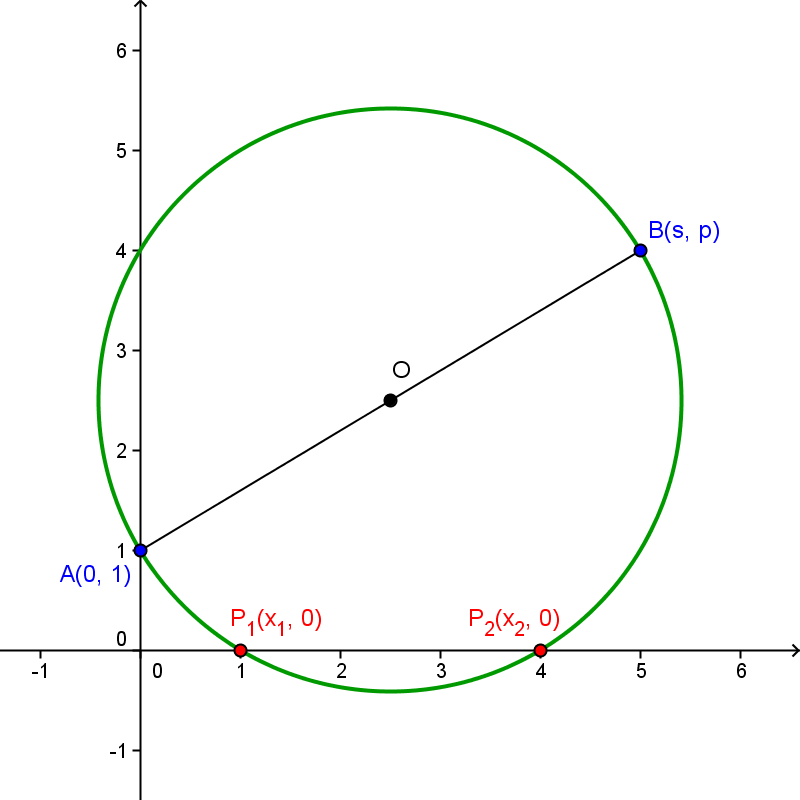
Liczby i są pierwiastkami równania

Okrąg Carlyle’a – okrąg w kartezjańskim układzie współrzędnych, ilustrujący związek pomiędzy danym równaniem kwadratowym a jego pierwiastkami. Nazwa pochodzi od Thomasa Carlyle’a, szkockiego pisarza i historyka.
Okręgi Carlyle’a pozwalają konstrukcyjnie znajdować rozwiązania równań kwadratowych, wykorzystywane są m.in. przy konstruowaniu wielokątów foremnych.

## Definicja
Dane niech będzie równanie kwadratowe
{\displaystyle x^{2}-sx+p=0,}
w którym {\displaystyle s} i {\displaystyle p} są ustalonymi liczbami.
Okręgiem Carlyle’a tego równania nazywamy okrąg, dla którego odcinek o końcach w punktach {\displaystyle A(0,1)} i {\displaystyle B(s,p)} jest średnicą.

## Własności
Jeśli okrąg przecina oś OX, to współrzędne punktów przecięcia są pierwiastkami rzeczywistymi tego równania. W szczególności dotyczy to przypadku, gdy okrąg jest styczny do osi OX.
Jeśli okrąg jest rozłączny z osią OX, to równane nie ma pierwiastków rzeczywistych.
Własności te wynikają stąd, że okrąg Carlyle’a ma w układzie kartezjańskim równanie:
{\displaystyle \left(x-{\frac {s}{2}}\right)^{2}+\left(y-{\frac {p+1}{2}}\right)^{2}=\left({\frac {s}{2}}\right)^{2}+\left({\frac {p-1}{2}}\right)^{2}.}
Jego punkty przecięcia z osią OX są rozwiązaniami powyższego równania dla {\displaystyle y=0,} tzn. równania
{\displaystyle \left(x-{\frac {s}{2}}\right)^{2}+\left({\frac {p+1}{2}}\right)^{2}=\left({\frac {s}{2}}\right)^{2}+\left({\frac {p-1}{2}}\right)^{2}.}
Z kolei to równanie po uporządkowaniu jest równoważne równaniu:
{\displaystyle x^{2}-sx+p=0.}